# Douglas XB-31
El Douglas XB-31 (Douglas Model 332) fue un diseño presentado por Douglas tras una solicitud de las Fuerzas Aéreas del Ejército de los Estados Unidos por un bombardero muy pesado, la misma solicitud que condujo al Boeing B-29 Superfortress, Lockheed XB-30, y Consolidated B-32 Dominator.

## Diseño y desarrollo
Alrededor de 1938, el General Henry H. "Hap" Arnold, el jefe del Cuerpo Aéreo del Ejército de los Estados Unidos, empezó a alarmarse ante la posibilidad de una guerra en Europa y en el Pacífico. Deseando estar preparado para los requerimientos a largo plazo de la Fuerza Aérea, Arnold creó un comité especial presidido por el General de Brigada W. G. Kilner; uno de sus miembros fue Charles Lindbergh.
Después de una gira por las bases de la Luftwaffe, Lindbergh se convenció de que la Alemania nazi estaba muy por encima de las otras naciones europeas. En un informe de 1939, el comité hizo un número de recomendaciones, incluyendo el desarrollo de nuevos bombarderos pesados de largo alcance. Cuando la guerra estalló en Europa, Arnold solicitó estudios de diseño, a varias compañías, de un Bombardero de Muy Largo Alcance capaz de viajar 5000 millas (8000 km). Se concedió la aprobación el 2 de diciembre de 1939.
El diseño XB-31 fue rechazado (junto con el XB-30) en favor de los B-29 y B-32, debido a que el USAAC encontró los B-29 y B-32 superiores a los diseños de Douglas y Lockheed.

## Especificaciones (según diseño)

### Características generales
- Longitud: 27 m (88,7 ft)
- Envergadura: 42,8 m (140,5 ft)
- Altura: 8,6 m (28,2 ft)
- Superficie alar: 165,5 m² (1781,9 ft²)
- Peso máximo al despegue: 48 532 kg (106 964,5 lb)
- Planta motriz: 4× motor de pistones radial Wright R-3350-13  Duplex-Cyclone.
  - Potencia: 1641 kW (2262 HP; 2231 CV) cada uno.

### Rendimiento
- Velocidad máxima operativa (Vno): 607 km/h (377 MPH; 328 kt)
- Alcance: 8640 km (4665 nmi; 5369 mi)
- Techo de vuelo: 9632 m (31 601 ft)
- Carga alar: 200 kg/m² (41 lb/ft²)
- Potencia/peso: 108 kW/kg originalmente, luego mejorado a 147 kW/kg

### Armamento
- Ametralladoras: 

  - 6 de 12,7 mm en torretas de control remoto dorsal y ventral
  - 1 en la cola

- Cañones: 

  - 1 de 20 mm en la cola
- Bombas: 11000 kg de bombas en dos bodegas ventrales.

## Aeronaves relacionadas

### Aeronaves similares
- Messerschmitt Me 264
- Boeing B-29 Superfortress
- Consolidated B-32 Dominator
- Lockheed XB-30

### Secuencias de designación
- Secuencia B-_ (Bombarderos del USAAC/USAAF/USAF, 1926-1962): ← B-28 - B-29 - B-30 - B-31 - B-32 - B-33 - B-34 →